# Это шотландская нефть
Это шотландская нефть (англ. It's Scotland's oil) — политический лозунг, используемый Шотландской национальной партией в 1970-х годах.
После того как в Северном море у побережья Шотландии начали активно разрабатывать нефтяные месторождения, Шотландская Национальная партия (ШНП) стала использовать этот факт в своих целях. В ШНП утверждали что средства, полученные от добычи нефти, могут быть потрачены исключительно для развития Шотландии в случае её независимости. В то время они подняли вопрос о воссоздании шотландского парламента и последующего полного суверенитета Шотландии.
В частности, данный лозунг стал основным для партии на февральских выборах 1974 года в Палату общин. В результате выборов ШНП получила 7 мест в парламенте (на выборах 1970 года партия получила всего 1, впервые получив место в парламенте). На октябрьских выборах ШНП получила 12 мест в парламенте, получив более трети голосов в Шотландии. Таким образом, благодаря этому лозунгу шотландские националисты значительно упрочили своё положение и добились успеха которого ни одна из националистических партий не получала.
Данный лозунг до сих пор остаётся актуальным в среде националистов и сторонников независимости Шотландии, несмотря на то, что по прогнозам специалистов запасы нефти и газа в Северном море неуклонно снижаются. Учитывая то, что Шотландия не является полностью суверенным государством, многие эксперты считают претензии националистов безосновательными. К тому же, в 1970-х разгорелся экономический кризис, который отразился и на Шотландии, тогда как строительство нефтяных терминалов на побережье Шотландии создало много рабочих мест. Взлёт цен на нефть из-за войны Судного дня также дал большую прибыль в казну Соединённого Королевства.